# كين سترونغ
كين سترونغ (بالإنجليزية: Ken Strong) هو لاعب كرة قاعدة أمريكي، ولد في 21 أبريل 1906 في ويست هيفن في الولايات المتحدة، وتوفي في 5 أكتوبر 1979 في نيويورك في الولايات المتحدة.

## وصلات خارجية
- كين سترونغ على موقع مرجع كرة القدم المحترفة.كوم (الإنجليزية)